# Rioraja agassizii
Rioraja agassizii cá đuối nước nông, sinh sống tự nhiên trên bờ Đại Tây Dương vùng Nam Mỹ từ Brazil tới phía nam Argentina. Đây cũng là loài duy nhất thuộc chi Rioraja.